# Protium marthae
Protium marthae är en tvåhjärtbladig växtart som beskrevs av José Cuatrecasas. Protium marthae ingår i släktet Protium och familjen Burseraceae. Inga underarter finns listade i Catalogue of Life.